# Deutsche Zeitung
Deutsche Zeitung je bil časnik, ki je od leta 1929 izhajal v Celju in je bil glasilo nemške manjšine. Leta 1937 preneha izhajati.